# Tajuria indra
Tajuria indra är en fjärilsart som beskrevs av Moore. Tajuria indra ingår i släktet Tajuria och familjen juvelvingar. Inga underarter finns listade i Catalogue of Life.